# 1938 في البرازيل
فيما يلي قوائم الأحداث التي وقعت خلال عام 1938 في البرازيل.

## ظهور
- 1 يناير – فيداس سيكاس

## كتب
من الكتب التي صدرت هذه السنة في البرازيل:
- 1 يناير – فيداس سيكاس من تأليف Graciliano Ramos [الإنجليزية]‏.

## مواليد

### يناير
- 1 يناير – فيليكس مونتي
- 22 يناير – ألتير غوميز دي فيغويريدو لاعب كرة قدم برازيلي.

### يوليو
- 24 يوليو – جوزيه ألتافيني لاعب كرة قدم إيطالي.

### ديسمبر
- 16 ديسمبر – إيفو سواريس لاعب كرة قدم برازيلي.